# Maher Hannachi
Maher Ben Omar Hannachi (Monastir, 31 agosto 1984) è un calciatore tunisino, centrocampista dell'Étoile du Sahel.

## Carriera

### Club
Ha giocato nel campionato tunisino e in quello libico.

### Nazionale
Ha esordito in Nazionale nel 2009.